# AVS Futebol SAD
O AVS Futebol SAD é um clube de futebol português que joga atualmente na Primeira Liga, a primeira divisão do sistema da liga portuguesa de futebol. Têm a sua sede na Vila das Aves e jogam no Estádio do Clube Desportivo das Aves.
O clube anteriormente tinha a designação de UD Vilafranquense SAD e não possui qualquer relação com Clube Desportivo das Aves para além da partilha das instalações desportivas.

## História
É reestruturada como uma novo projeto futebolístico a 5 de maio de 2023 resultando da renomeação da União Desportiva Vilafranquense Futebol SAD, Sociedade desportiva constituída em 2013 pelo clube UD Vilafranquense de Vila Franca de Xira, fundada a 12 de abril de 1957, e da mudança da sua sede para a Vila das Aves.
Em 12 de agosto de 2023, AVS SAD fez sua estreia na Segunda Liga com vitória de 1 a 0 contra o Belenenses, golo marcado pelo português Luís Silva.
Em 2 de junho de 2024, a equipa conquistou a promoção à Primeira Liga derrotando o Portimonense nos Play-offs de descenso/promoção, sendo a primeira participação na principal divisão.

## Esquadrão atual
- Atualizado até 6 Julho 2023

| No. | Pos. | Nação | Jogador          |
| --- | ---- | ----- | ---------------- |
| 1   | GL   | BRA   | Lucas Moura      |
| 2   | ZAG  | POR   | Fernando Fonseca |
| 3   | ZAG  | BRA   | Thiago Freitas   |
| 5   | ZAG  | POR   | Jorge Teixeira   |
| 6   | MC   | POR   | Fábio Pacheco    |
| 7   | MC   | POR   | Luís Silva       |
| 8   | MC   | POR   | Bernardo Martins |
| 9   | ATA  | CIV   | Balla Sangaré    |
| 10  | MC   | FRA   | Idrissa Dioh     |
| 12  | ZAG  | BRA   | Edson Farias     |
| 17  | ATA  | EQU   | John Mercado     |
| 93  | GL   | BRA   | Simão Bertelli   |

| No. | Pos. | Nação | Jogador         |
| --- | ---- | ----- | --------------- |
| 18  | ATA  | BRA   | Nenê            |
| 20  | MC   | POR   | João Amorim     |
| 21  | ATA  | MOÇ   | Edson Mucuana   |
| 22  | ZAG  | BRA   | Léo Alaba       |
| 25  | MC   | POR   | Ricardo Dias    |
| 26  | MC   | CPV   | Vasco Lopes     |
| 37  | ATA  | POR   | Idrisa Sambú    |
| 40  | ZAG  | BRA   | Clayton         |
| 41  | ZAG  | FRA   | Anthony Correia |
| 88  | GL   | POR   | Pedro Trigueira |
| —   | MC   | POR   | Júnior Franco   |
| —   | ZAG  | LUX   | Eric Veiga      |

## Historial competições
| Temporada                                            | Div.                                                 | Pos.                                                 | PJ.                                                  | V                                                    | E                                                    | D                                                    | GM                                                   | GS                                                   | Pts                                                  | Taça de Portugal                                     | Taça da Liga                                         | Notas                                                   |
| Renomeação e deslocalização da UD Vilafranquense SAD | Renomeação e deslocalização da UD Vilafranquense SAD | Renomeação e deslocalização da UD Vilafranquense SAD | Renomeação e deslocalização da UD Vilafranquense SAD | Renomeação e deslocalização da UD Vilafranquense SAD | Renomeação e deslocalização da UD Vilafranquense SAD | Renomeação e deslocalização da UD Vilafranquense SAD | Renomeação e deslocalização da UD Vilafranquense SAD | Renomeação e deslocalização da UD Vilafranquense SAD | Renomeação e deslocalização da UD Vilafranquense SAD | Renomeação e deslocalização da UD Vilafranquense SAD | Renomeação e deslocalização da UD Vilafranquense SAD | Renomeação e deslocalização da UD Vilafranquense SAD    |
| ---------------------------------------------------- | ---------------------------------------------------- | ---------------------------------------------------- | ---------------------------------------------------- | ---------------------------------------------------- | ---------------------------------------------------- | ---------------------------------------------------- | ---------------------------------------------------- | ---------------------------------------------------- | ---------------------------------------------------- | ---------------------------------------------------- | ---------------------------------------------------- | ------------------------------------------------------- |
| 2023–24                                              | 2D                                                   | 3º                                                   | 34                                                   | 20                                                   | 4                                                    | 10                                                   | 50                                                   | 34                                                   | 64                                                   | 3ª Elm.                                              | Fase de Grupos                                       | Promoção via vencedores dos play-offs de promoção       |
| 2024–25                                              | 1D                                                   | 16°                                                  | 34                                                   | 5                                                    | 12                                                   | 17                                                   | 25                                                   | 60                                                   | 27                                                   | 4° Elim.                                             | -                                                    | Manuntenção via vencedores dos play-offs de despromoção |